# Sung tì bà
Sung tì bà, sung tỳ bà hay sung lá đàn, tên khoa học Ficus pandurata, là một loài thực vật có hoa trong họ Moraceae. Loài này được Hance mô tả khoa học đầu tiên năm 1862.